# Louise von Frankreich

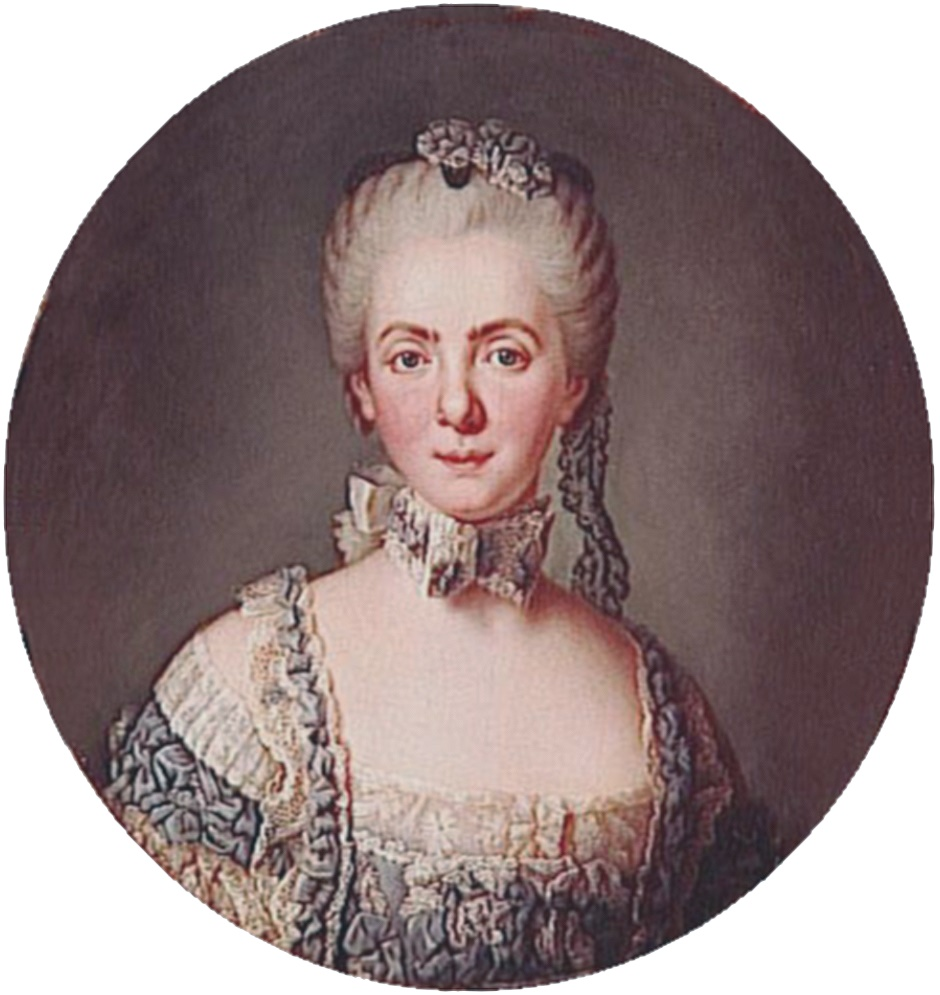
Louise-Marie de Bourbon, um 1760

Louise-Marie de Bourbon (* 15. Juli 1737 auf Château de Versailles; † 23. Dezember 1787 in Saint-Denis im späteren Département Seine-Saint-Denis) war eine französische Prinzessin und Karmelitin mit dem Ordensnamen Mère Thérèse de Saint-Augustin.

## Leben
Louise-Marie war die achte Tochter und das jüngste Kind des Königs Ludwig XV. (1710–1774) und seiner polnischen Gemahlin Prinzessin Maria Leszczyńska (1703–1768). Sie war die Ururenkelin des Sonnenkönigs Ludwig XIV. Ursprünglich bekannt als „Madame Dernière“ und später als Madame Marie-Louise.
Prinzessin Louise-Marie wurde zusammen mit ihren älteren Schwestern in der Abtei Fontevrault erzogen und kam im Jahr 1750 wieder an den Hof von Versailles zurück. Zur selben Zeit dachte ihr Vater über eine Heirat mit dem englischen Prinzen Charles Edward Stuart (1720–1788), genannt Bonnie Prince Charlie, dem ältesten Sohn des Titularkönigs James Francis Edward Stuart und der polnischen Prinzessin Maria Clementina Sobieska, nach. Sie soll ihren Vater angefleht haben, dass sie lieber ins Kloster gehen würde, als eine Heirat mit einem ungeliebten Mann einzugehen. Und nachdem dessen Affäre mit seiner Cousine Marie Louise de La Tour d’Auvergne und später mit Clementina Walkinshaw – aus der Beziehung ging eine Tochter hervor – bekannt geworden war, nahm der König von dem Vorhaben Abstand.
Überraschend verließ Prinzessin Louise-Marie in den frühen Morgenstunden des 11. April 1770 den königlichen Hof, ihr Ziel war das Karmelitinnenkloster in Saint-Denis. Am 12. September 1771 nahm sie den Schleier und wurde fortan Thérèse de Saint-Augustin genannt. In den folgenden Jahren versuchte sie ein möglichst zurückgezogenes, frommes und gottgefälliges Leben im Kloster zu führen. Als Mutter Oberin Thérèse de Saint-Augustin starb sie 50-jährig an Magenbeschwerden infolge einer Vergiftung und wurde neben ihren Eltern in der Basilika Saint-Denis bestattet. Im Jahre 1873 erklärte Papst Pius IX. sie zur Ehrwürdigen Mutter Thérèse de Saint-Augustin (französisch: Vénérable Mère Thérèse de Saint-Augustin); Gedenktag ist der 23. Dezember.

## Gemälde

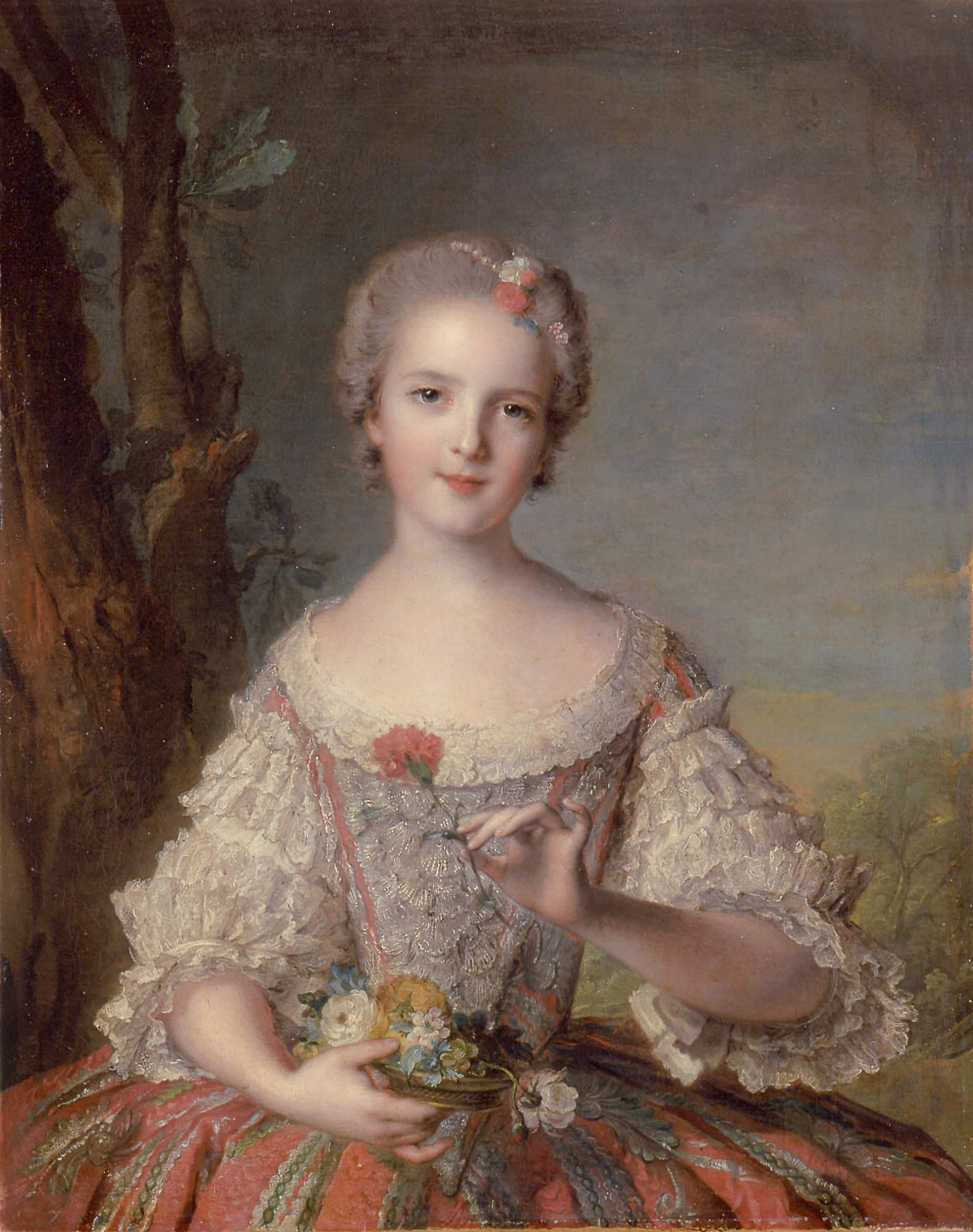
Jean-Marc Nattier: Prinzessin Louise-Marie von Frankreich, Öl auf Leinwand, um 1752
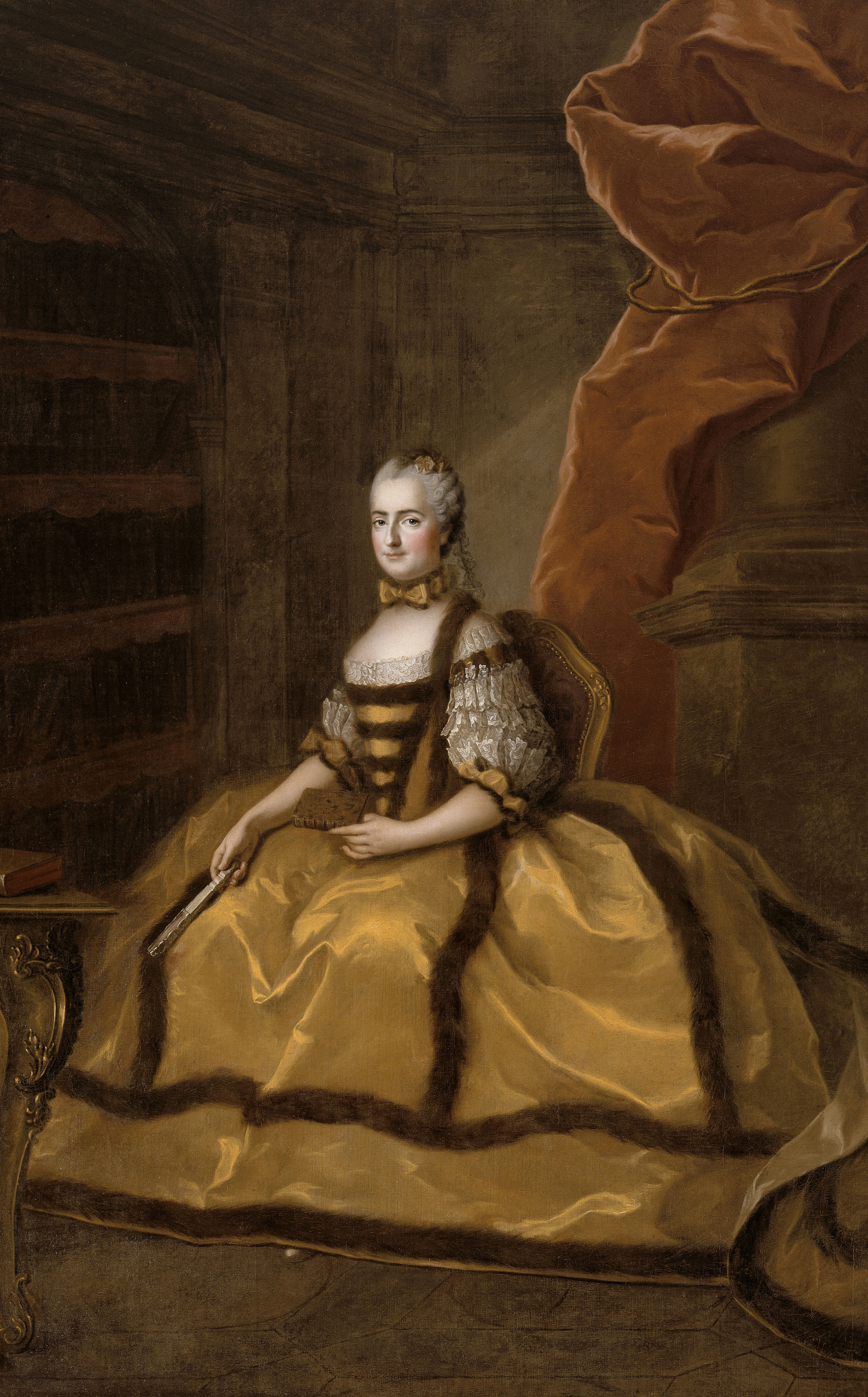
Nach François-Hubert Drouais: Porträt von Louise-Marie, Öl auf Leinwand, zweite Hälfte des 18. Jahrhunderts
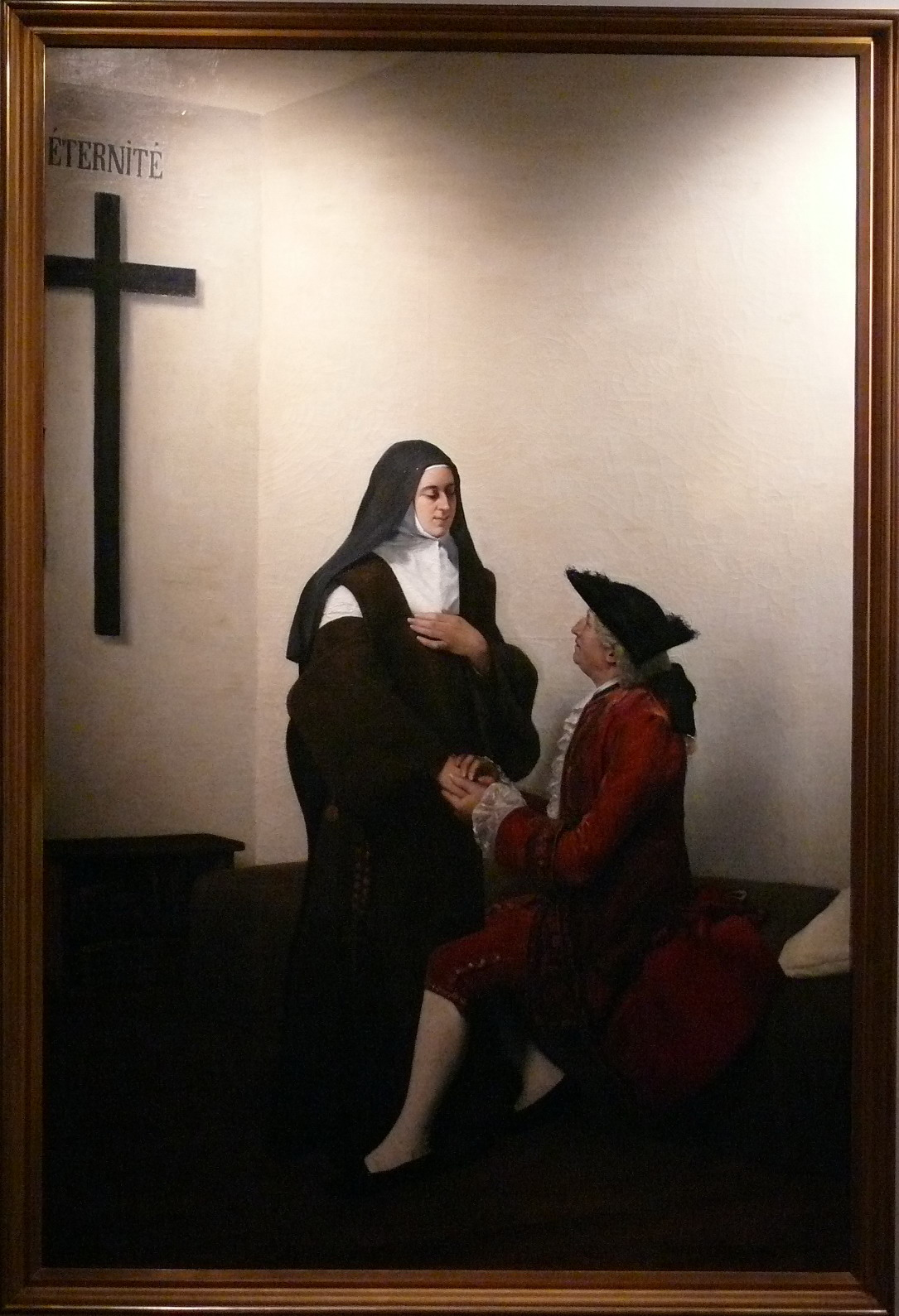
Maxime Le Boucher: Besuch des Königs bei Madame Louise-Marie, Öl auf Leinwand, um 1770
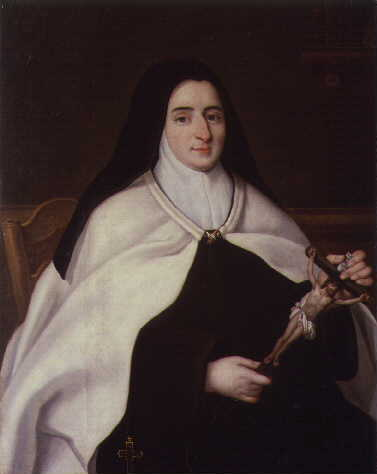
Mère Thérèse de Saint-Augustin, Öl auf Leinwand, um 1771

## Erwähnenswertes
- Während der Französischen Revolution wurde die Basilika geschändet und die Gebeine der dort beigesetzten Mitglieder des französischen Herrscherhauses, darunter jene von Louise-Marie, entweder gestohlen oder außerhalb der Kirche vergraben.